# Renovación Española
Renovación Española è stato un partito politico spagnolo di ispirazione monarchica, favorevole al ritorno di Alfonso XIII sul trono di Spagna.
Si alleò con la CEDA alle elezioni del novembre 1933 e del febbraio 1936. Il suo leader José Calvo Sotelo fu assassinato cinque mesi dopo le elezioni del febbraio 1936, evento che fece scoppiare la Guerra Civile Spagnola. La promulgazione del Decreto di Unificazione da parte di Francisco Franco nel 1937, che creò FET y de las JONS come partito unico, portò alla scomparsa de Renovación Española.